# تريفور بورتر
تريفور بورتر (بالإنجليزية: Trevor Porter)‏ (16 أكتوبر 1956 بغلدفورد في المملكة المتحدة - ) هو لاعب كرة قدم بريطاني في مركز حراسة المرمى. لعب مع نادي برينتفورد ونادي فولهام ونادي سلاو تاون.

## وصلات خارجية
- تريفور بورتر على موقع قاعدة بيانات كرة القدم.إي يو (الإنجليزية)